# Красильников Артем Вікторович
Артем Вікторович Красильников; 16 січня 1984, Жданов (нині — Маріуполь), Українська РСР, СРСР— український футболіст, воротар. Нині — тренер воротарів в клубі «Авангард» (Краматорськ).

## Кар'єра

### «Азовсталь» (Маріуполь)
Футболом почав займатися з 10 років. Спочатку грав на позиції захисника, але все змінилося після травми коліна. За порадою тренера став у ворота і далі виступав на цій позиції аж до закінчення кар'єри. Першою командою Артема Вікторовича стала місцева «Азовсталь», а першими тренерами — Олександр Балабанов та Олексій Якушевський. На юнацькому рівні подавав великі надії. Яскраве тому підтвердження — участь в змаганнях під егідою ДЮФЛУ (Дитячо-юнацькій футбольній лізі України) вже в 1997 році за команду, яка була складена з футболістів на рік старше («Азовсталь-83». Тренер — Олександр Сергійович Панфілов). За цей колектив Артем Красильников відіграв аж до 1999 року. Випускний рік провів у складі маріупольського «Спортінтернат-1». Після того, як в складі цієї команди Артем Вікторович став переможцем «Кубка Ядрана» (міжнародний юнацький турнір, який щорічно проходить в Хорватії на узбережжі Адріатичного моря), з ним п'ятирічний контракт вирішив підписати «Металург» (Маріуполь) — професійний клуб, який нині має назву ФК Маріуполь.

### «Металург-2» (Маріуполь)
Всупереч такому повороту долі талановитого юнака (наприклад, його ігрові якості відзначав Ігор Шуховцев, який у ті часи був основним воротарем головної команди «Металурга», і з яким Артем Вікторович і понині підтримує дружні стосунки), Красильников повністю розкрити свій ігровий потенціал не зумів: посилилася вже знайома травма коліна. У 2010 році ця проблема шляхом видалення меніска була частково вирішена. На професійному рівні Артем Вікторович провів всього три матчі. Всі вони відбулися в рамках Другої ліги України в складі «Металурга-2»: 16.06.2001 в Харкові місцевий «Арсенал» переміг з рахунком 2:1; 24.06.2001 в Маріуполі в матчі проти луганської «Зорі» була зафіксована нічия 0:0; 22.07.2001 в Ромнах команда з Донецької області з рахунком 0:5 поступилася «Електрону». Ці зустрічі Артем Красильников провів від «дзвінка до дзвінка».

### «Іллічівка» (Маріуполь)
По закінченню контракту з «Металургом» (на той час який вже мав назву «Іллічівець»), Артем Вікторович далі виступав на любительському рівні за різні маріупольські команди. Однак основним видом діяльності в ці роки для нього є освіта: з одного боку це викладання в музичній школі (загальний педагогічний стаж — 10 років), а з іншого — навчання в ПДТУ. В «великий» футбол Артем Красильников повернувся у 2008 році, погодившись стати тренером воротарів в жіночій команді «Іллічівка», яка у Чемпіонаті України серйозно намірилася кинути виклик чернігівської «Легенді» та харківському «Житлобуд-1» — грандам всеукраїнського масштабу. Ті часи Красильников згадує досить-таки тепло: «Спочатку було незвично, адже дівчата — істоти ніжні — не накричиш, не полаєшся. Але потім звик з тим, що це футболістки і вони повинні виконувати свою роботу, а тренер повинен бути вимогливим і коректним. Мені це подобалося. Зі мною працювали дівчата-воротарі з Молдавії та Румунії. Остання не говорила російською мовою і ми з нею спілкувалися англійською! З багатьма підтримую хороші дружні відносини. Деякі грають і зараз в молодіжних і національних збірних своїх країн». У «Іллічівці» Артем Красильников пропрацював аж до 2010 року, двічі завоювавши разом з командою бронзові медалі Чемпіонату України серед команд Вищої ліги. У кінці 2009-го протягом декількох матчів був виконуваючим обов'язків головного тренера «Иллічівки».

### «Іллічівець» (Маріуполь)
У тому ж 2010 році Артем Красильников залишає «Іллічівку», яка почала відчувати фінансові труднощі, і переходить на роботу тренера по воротарях у дитячо-юнацьку школу «Іллічівець».
Праця з дітьми мені сподобалася. Розгледіти в дитині майбутнього воротаря і виховати з нього хорошого голкіпера цікаво. Зараз у воротарів дивляться на антропометричні дані. В Україні низькорослих воротарів не цінують. У всій Європі зараз приділяють увагу високорослим голкіперам і бажано, щоб воротар був ігровиком. Зараз йде така тенденція, що воротар повинен грати ногами. Ось у Пятова це добре виходить. Вся оборона повинна будуватися через голкіпера. Я намагаюся дуже багато часу приділяти роботі ніг, що цінується в Європі. Я часто бував в Німеччині, де у мене живуть родичі (завдяки їм, до речі, в приватній колекції Артема є ігрова футболка Олівера Кана). Якось мені пощастило в Мюнхені відвідати матч „Баварії“ з „Барселоною“. Це був Кубок імені Улі Генесса. Це була класна гра, на стадіоні панувала прекрасна атмосфера. Люди, і вболівальники зокрема, в Німеччині дуже доброзичливі. І я багато для себе виніс з тієї гри в плані роботи в рамці воротарів.
— згадує Артем.
У 2012 році Артем Красильников, після проходження відповідних курсів, став володарем тренерської ліцензії UEFA категорії «В». Артем Красильников один із тих, хто побічно допомагав у становленні футбольної кар'єри Миколи Шапаренко, нині гравця національної збірної України та київського «Динамо».

### «Авангард» (Краматорськ)
У липні 2015-го став тренером воротарів в клубі «Авангард» із Краматорська, який знову почав виступати в Першій лізі України. У цьому клубі Артем Вікторович працює і зараз. З головних особистих досягнень — «виховання» Артура Денчука: колишній воротар «дубля» харківського «Металіста» (у складі головної команди так і не зіграв жодної хвилини) приїхав до Краматорська в статусі «вічно перспективного футболіста», на якому футбольні фахівці вже було поставили хрест (зокрема, він так і не зміг довести свою профпридатність ні в харківському «Геліосі», ні в більш скромному ПФК «Суми»). Однак потрапивши в «Авангард», Денчук розкрив свій потенціал і зміг стати одним з кращих воротарів Першої Ліги сезону 2016/2017. Цікаво, що у попередньому сезоні в «Авангарді» подібним чином «воскрес» Владислав Леонідов — ще один воротар із Першої Столиці, який свого часу, як і Денчук, також ходив в числі «перспективних» в «Металісті». У Краматорськ Леонідов приїхав не маючи нормальної ігрової практики ось уже протягом останніх семи років. Тим не менш, це не завадило йому за підсумками другої частини того чемпіонату стати одним з кращих воротарів Першої ліги. І це за підсумками всього 10 ігор, в момент, коли «Авангард» боровся за право залишитися у Першій лізі! Їхав з Донецької області Влад із тріумфом: над трансфером в амбітний «Верес» «попрацював» не тільки тренерський штаб з Рівного, а й особисто Олександр Заваров, який в той час входив в тренерський штаб національної збірної України. У грудні 2018 року Артем Красильников, після проходження відповідних курсів, став володарем тренерської ліцензії UEFA категорії «А».

## Захоплення

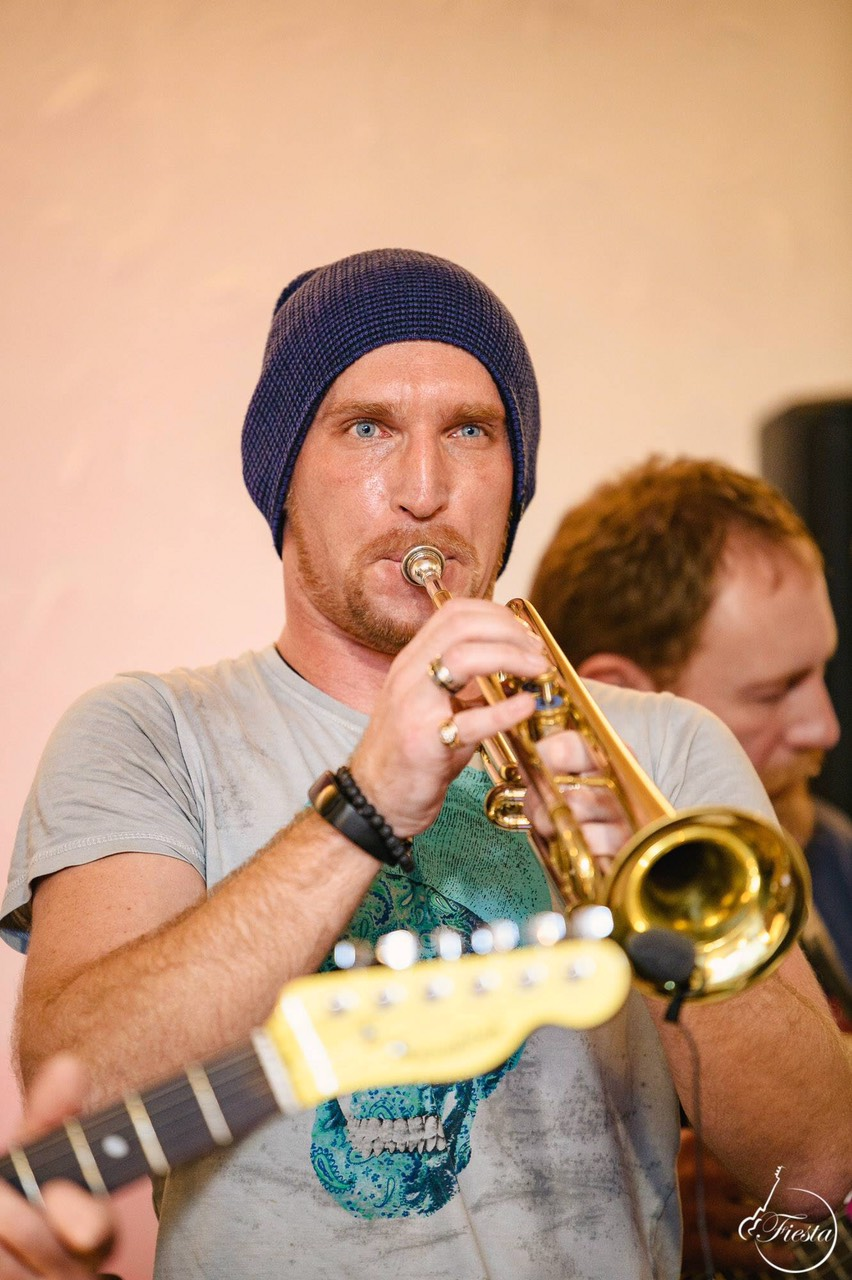

Головним хобі Артема Красильникова є музика. 10 років педагогічного стажу в музичній маріупольській школі (відділення — труба; викладач — Микола Сергійович Переверзєв; При цьому, Артем Вікторович два роки сам безпосередньо був викладачем у співака Олександра Кривошапка), дозволяють йому впевнено почувати себе перед публікою в складі різних груп. На музичному ґрунті має дружні стосункі з Михайлом Бубликом (популярний естрадний співак; серед досягнень — друге місце в проекті «Алла шукає таланти» Алли Пугачової) з яким разом грав в маріупольській групі «Booblik'sBand» та Євгеном Костіцем (барабанщик бенда Джамали), з яким разом навчався в музичному училищі.

## Особисте життя
У цей момент неодружений. Раніше був одружений протягом семи років. Дітей немає. Має дві освіти: вища — ПДТУ (з 2002-го по 2008 рік; спеціалізація — менеджер організацій) та середньо-спеціальну у вигляді маріупольського державного музичного училища (з 1998-го по 2002 рік). Вільно володіє англійською мовою.